# Kierwałd (Pomerania)
Kierwałd [pronunciación en polaco: /ˈkʲɛrvau̯t/] (en alemán: Kehrwalde) es un pueblo ubicado en el distrito administrativo de Gmina Morzeszczyn, dentro del Condado de Tczew, Voivodato de Pomerania, en Polonia del norte. Se encuentra aproximadamente a 6 kilómetros al suroeste de Morzeszczyn, a 33 kilómetros al sur de Tczew, y a 62 kilómetros al sur de la capital regional Gdańsk.
Para detalles de la historia de la región, véase Historia de Pomerania.
El pueblo tiene una población de 180 habitantes.